# 奈良県道254号寺口北花内線
奈良県道254号寺口北花内線（ならけんどう254ごう てらぐちきたはなうちせん）は、奈良県葛城市を通る一般県道である。

## 概要
葛城市中戸から葛城市南花内に至る。
葛城市西部の高地と奈良県道30号御所香芝線、国道24号を結ぶ葛城市南部の東西の軸といえる道路である。同市北花内・南花内間で、2002年（平成14年）頃にバイパス道路が供用されている。

### 路線データ
- 起点：葛城市中戸（中戸交差点、奈良県道30号御所香芝線交点）
- 終点：葛城市南花内（南花内交差点、国道24号交点、奈良県道278号橿原新庄線終点）

## 路線状況

### 道路施設

#### 橋梁
- 寺口大橋（高田川北流、葛城市）
- 為志橋（高田川南流、葛城市）

## 地理

### 通過する自治体
- 奈良県
  - 葛城市

### 交差する道路
| 交差する道路                                    | 交差する場所 | 交差する場所           |
| ----------------------------------------------- | ------------ | ---------------------- |
| 奈良県道30号御所香芝線                          | 中戸         | 中戸交差点 / 起点      |
| 奈良県道30号御所香芝線                          | 南藤井       | 葛城山麓公園入口交差点 |
| 国道24号 国道168号 重複 奈良県道278号橿原新庄線 | 南花内       | 南花内交差点 / 終点    |

### 交差する鉄道
- 近鉄御所線

### 沿線
- 道の駅かつらぎ
- 葛城山麓公園